# Yuri Lobanov
Yuri Lobanov (né le 29 septembre 1952 à Stalinabad et mort le 1er mai 2017) est un céiste soviétique.

## Carrière
Yuri Lobanov participe aux Jeux olympiques de 1972 à Munich où il remporte le titre en C2 1000m avec son coéquipier Vladas Česiūnas. Lors des Jeux olympiques d'été de 1980 à Moscou, il remporte la médaille de bronze dans la même épreuve avec son coéquipier Vasyl Yurchenko.
Il est enterré au cimetière Mitinskoe à Moscou.